# 德爾塔縣 (科羅拉多州)
德爾塔县（英語：Delta County）是美國科羅拉多州西部的一個縣。面積2,975平方公里。根據美國2000年人口普查，共有人口27,834人。縣治德爾塔（Delta）。
成立於1883年2月11日。縣名來自位於安肯帕格里河三角洲的縣治。